# Strzykawka

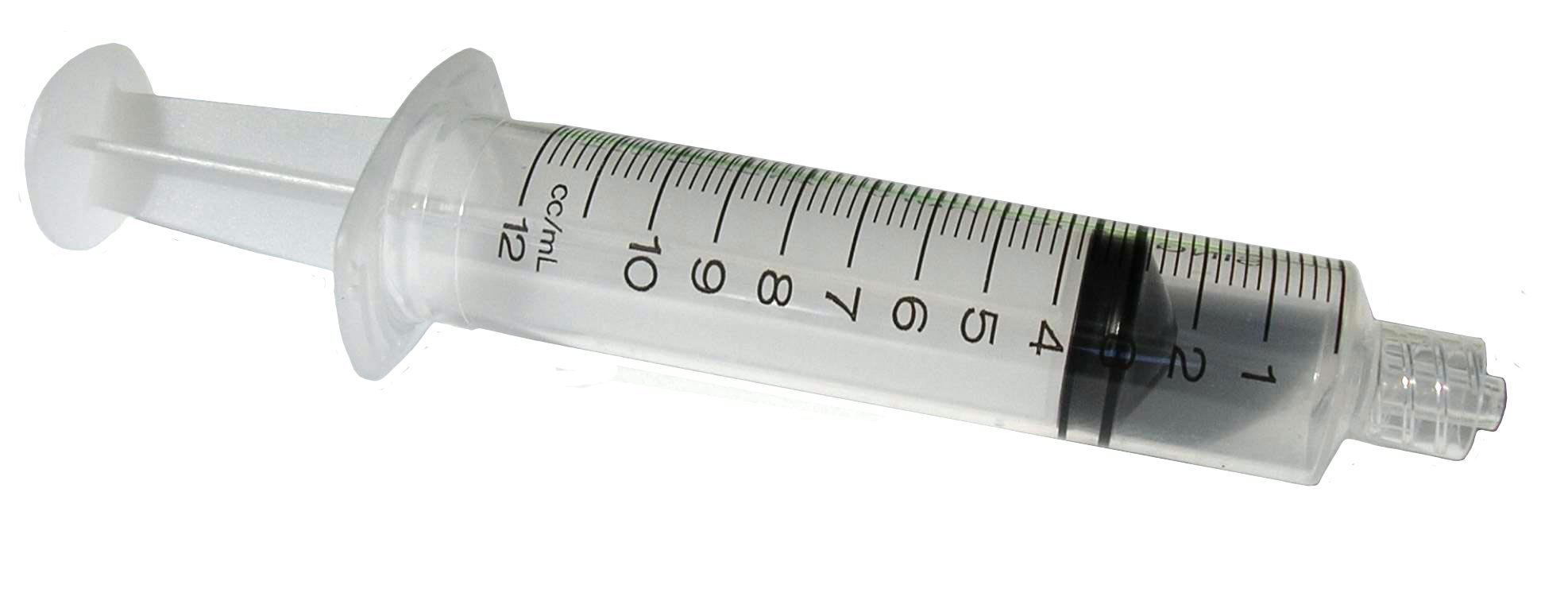
Plastikowa strzykawka o pojemności 12 cm³

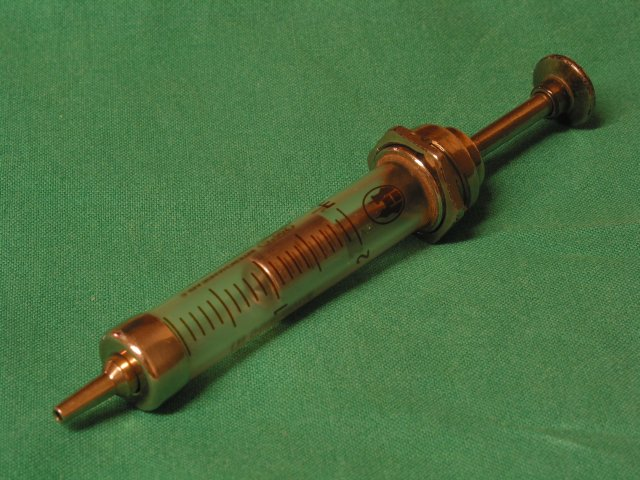
Strzykawka metalowo-szklana

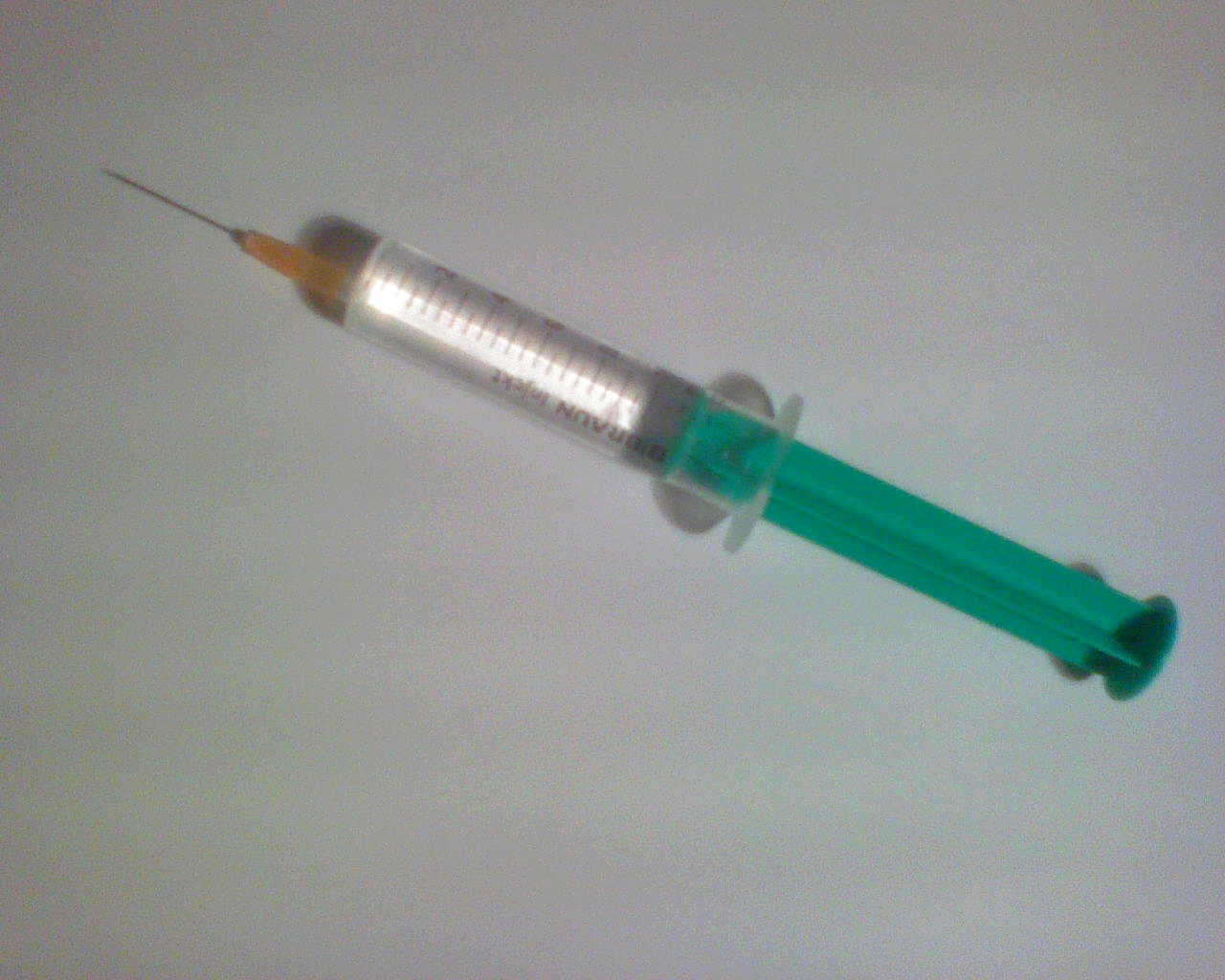
Strzykawka gotowa do iniekcji

Strzykawka − instrument medyczny z pojemnikiem z podziałką i tłokiem, służący do wykonywania zastrzyków lub do pobierania płynów ustrojowych (najczęściej krwi).

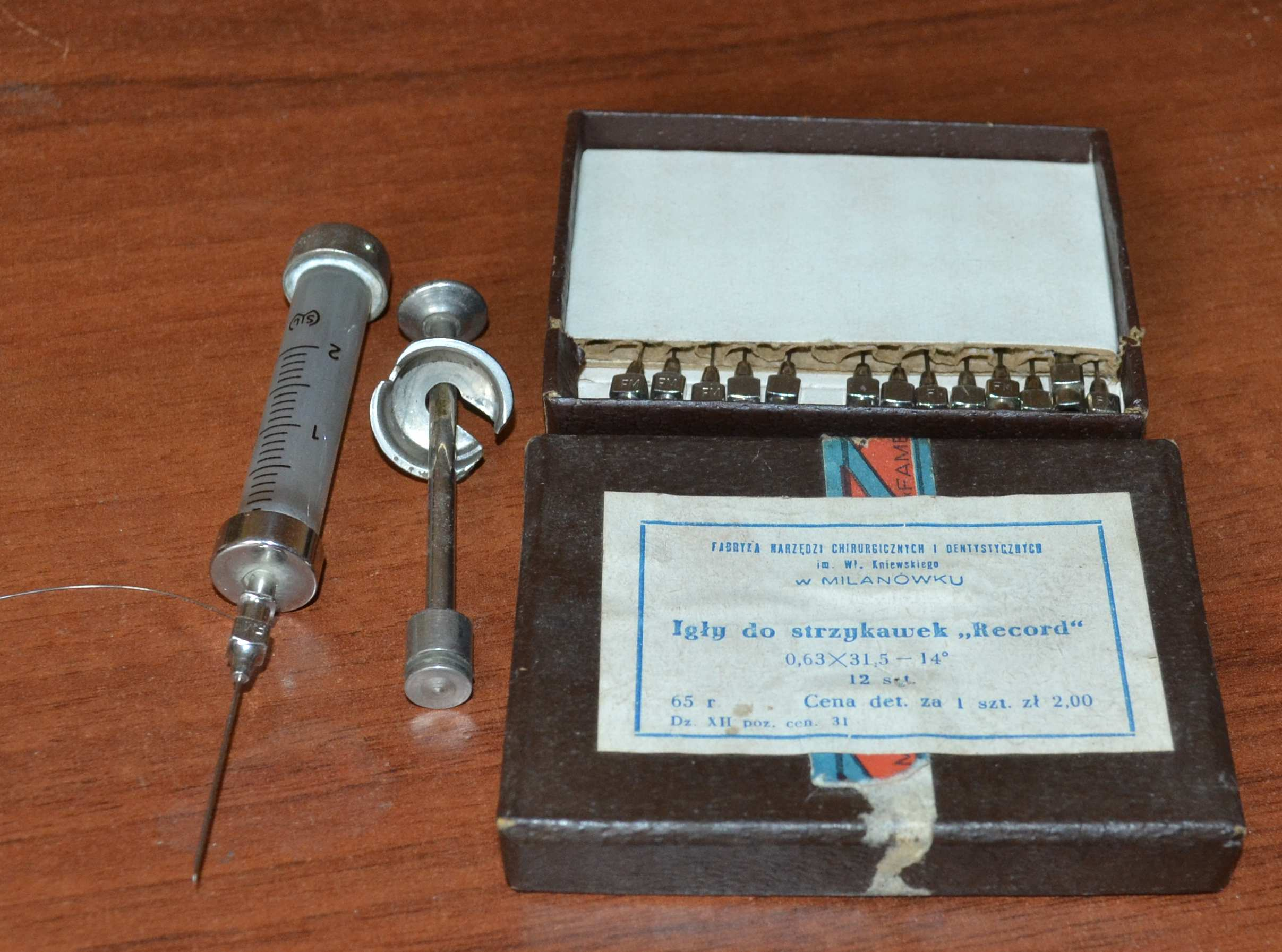
Strzykawka metalowo-szklana Record z zestawem igieł, z 1965

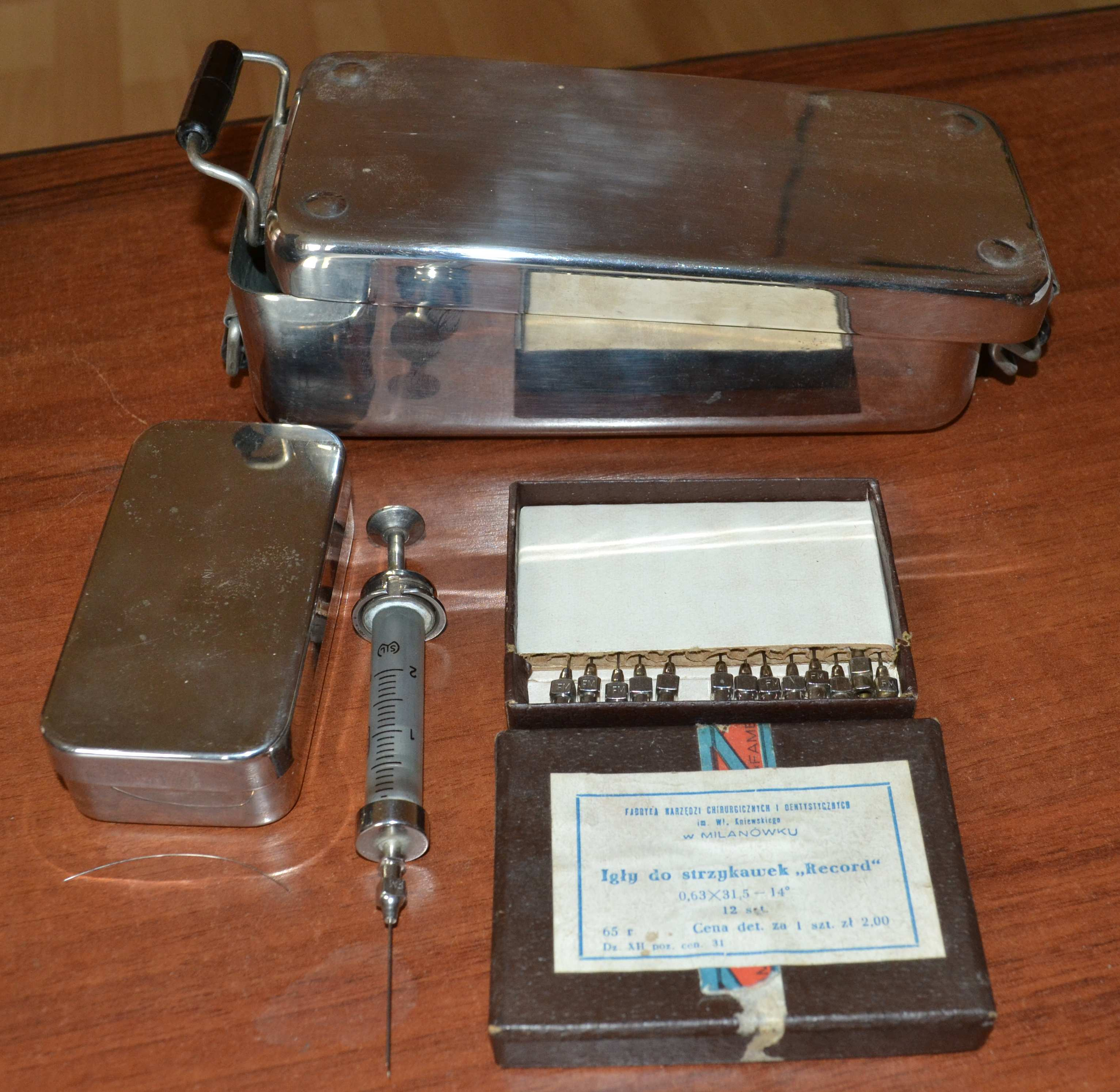
Zestaw do gotowania strzykawek i igieł Record, z 1965

## Historia
Już w czasach Hipokratesa używano przyrządu składającego się z pęcherza zwierzęcego, stanowiącego zbiornik wstrzykiwanego płynu i rurki (kaniuli), którą wypływał strumień płynu. Podobne pierwowzory dzisiejszych strzykawek znaleziono w wykopaliskach Pompei. Ich zastosowanie było ograniczone, gdyż nie znano jednego z najważniejszych układów fizjologicznych: układu krążenia krwi. Dopiero w 1616 roku William Harvey podał pierwszy prawidłowy opis całości krwiobiegu, schemat dużego i małego układu krążenia, opublikowany w 1623, oraz stwierdził, że jest to układ zamknięty, wypełniony w całości krwią, której ruchy są wywołane skurczami serca. Odkrycie to umożliwiło podjęcie doświadczeń nad podawaniem leków bezpośrednio do układu krążenia. Doświadczenia takie prowadził w Oxfordzie w latach 1656-1657 Christopher Wren, który wraz z fizykiem Robertem Boyle'em wlewał dożylnie zwierzętom wino, piwo, mleko lub krew, stosując w tym celu strzykawkę z pęcherza zwierzęcego, zakończoną rurką z pióra gęsiego. Richard Lower z Oxfordu przetaczał krew od jednego osobnika do drugiego, łącząc srebrną rurką ich naczynia krwionośne - tętnicę dawcy z żyłą biorcy. Strzykawka nie była mu do tego potrzebna. Niezależnie od prób dokonywanych w Anglii lekarze niemieccy D. Major, J. S. Elsholz i M. Ettmüller usiłowali wprowadzić leki bezpośrednio dożylnie. Major w 1664 wykonał pierwszy zastrzyk dożylny u psa, a wiosną 1668 u człowieka. Używał specjalnej kaniuli metalowej połączonej z pęcherzem wypełnionym płynem. Kaniulę wprowadzono do żyły po jej wypreparowaniu i nacięciu. Podskórne i domięśniowe wprowadzanie leków znacznie później zainteresowało lekarzy. Pierwsze próby zapoczątkował dopiero w 1845 Francis Rynd z Edynburga, który wstrzykiwał leki podskórnie. Strzykawka jego pomysłu nie przyjęła się. W historii medycyny zasługę zastosowania pierwszej tłokowej strzykawki, która stała się prototypem rozpowszechnionej dzisiaj na całym świecie strzykawki typu Record, przypisuje się francuskiemu lekarzowi Charles'owi Gabrielowi Pravazowi. Lekarz ten w 1853 badał możliwość leczenia tętniaków, czyli miejscowych rozszerzeń tętnic, metodą wstrzykiwania do nich chlorku żelazowego, aby spowodować powstanie tam skrzepu krwi. Wyniki okazały się niekorzystne, ale po badaniach pozostała metalowa strzykawka w kształcie walca, mająca tłok oraz końcówkę, na którą nasadzano element przypominający trójgraniastą kaniulę. Mniej więcej w tym samym czasie strzykawką Pravaza zainteresował się szkocki lekarz Alexander Wood, który skonstruował cienką, ściętą na końcu igłę i zastosował wstrzyknięcia podskórne. Podobno pierwsze wstrzyknięcie zastosowano u pacjenta z neuralgią, któremu podano podskórnie morfinę.

## Budowa i użycie

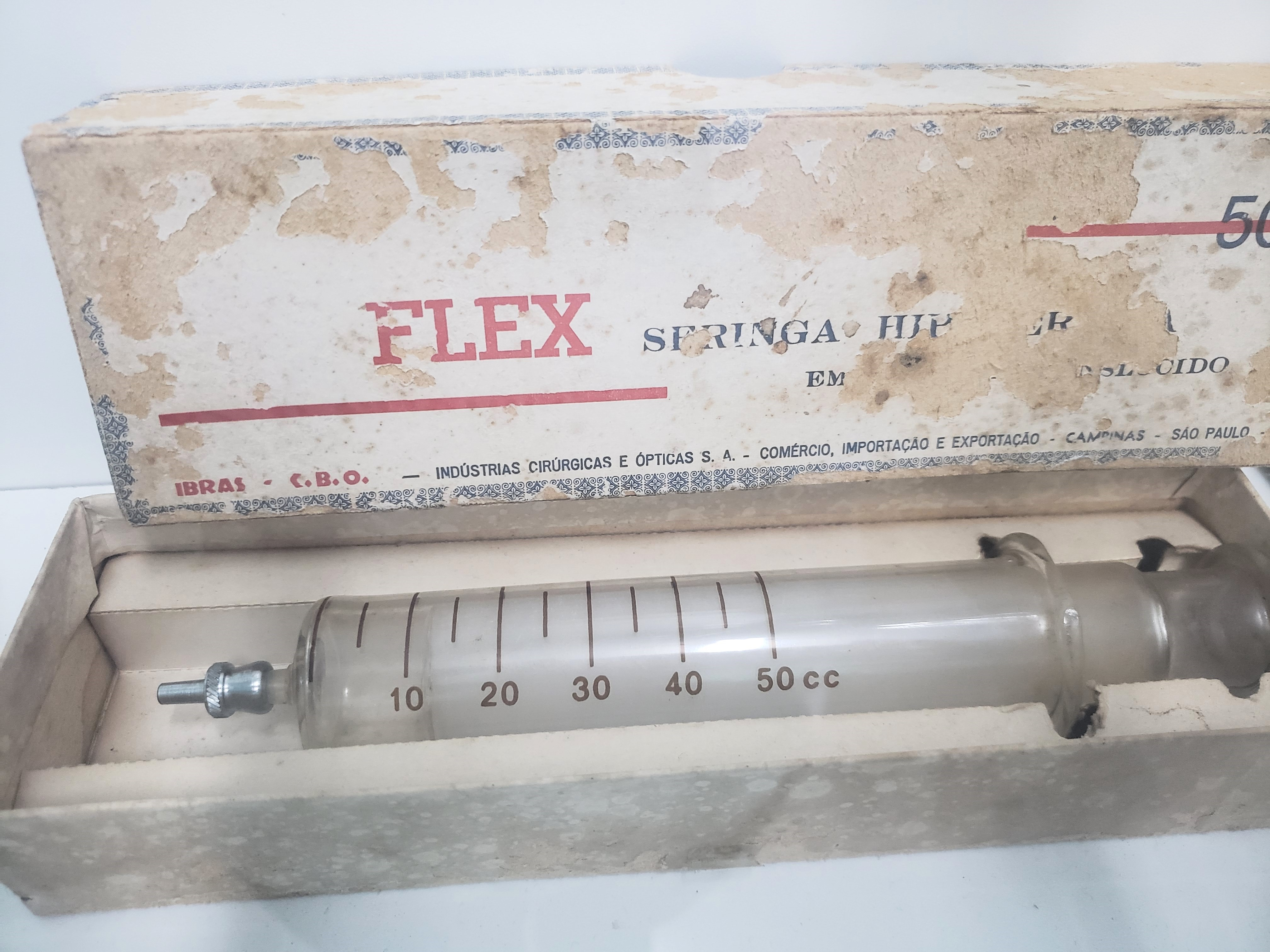

Do połowy lat pięćdziesiątych XX wieku używano strzykawek metalowo-szklanych lub szklanych. Były to instrumenty wielokrotnego użytku, wymagające każdorazowo sterylizacji, dlatego stwarzały wysokie ryzyko przenoszenia zakażeń (np. wirusami HIV i HBV). Jednorazowa strzykawka wykonana z tworzywa sztucznego została wynaleziona w roku 1956 przez nowozelandzkiego farmaceutę i lekarza weterynarii Colina Murdocha. Obecnie używane są niemal wyłącznie jednorazowe strzykawki plastikowe, które przy zachowaniu odpowiedniej ostrożności nie powodują zakażeń. Brak tej ostrożności może jednak spowodować zakażenie pacjenta, jeśli osoba obsługująca strzykawkę dotknie tłoka, który następnie przeniesie czynnik zakażający do jej wnętrza, a stamtąd wraz z lekiem do ciała pacjenta.
Niektóre leki oraz szczepionki są fabrycznie pakowane w jednorazowe strzykawki, tak zwane ampułkostrzykawki. Inne trzeba napełniać roztworem leku przed użyciem. Najmniejsze strzykawki jednorazowe, o pojemności 1 ml, są stosowane do zastrzyków podskórnych (np. z insuliny) i śródskórnych (np. przy mezoterapii albo testach uczuleniowych). Strzykawki średnich rozmiarów, o pojemności 2–10 ml, służą do domięśniowego i dożylnego podawania leków oraz pobierania krwi. Największe strzykawki, o pojemności kilkudziesięciu mililitrów, są używane do biopsji aspiracyjnej cienkoigłowej, płukania cewników oraz innych celów.
Obecnie na rynku dostępne są również strzykawki automatyczne, na przykład do podawania odmierzonych dawek insuliny (tzw. peny oraz pompy insulinowe), a także do ciągłego podawania leków w warunkach szpitalnych albo środków cieniujących w czasie badania tomograficznego.